# Люй Пиньтао, Бартон
Бартон Люй Пиньтао (англ. Pan-To Barton Lui, кит. трад. 呂品韜, упр. 吕品韬 родился 8 апреля 1993) — гонконгский шорт-трекист. Участник зимней Олимпиады 2014 года в Сочи, знаменосец Гонконга на церемонии открытия. Первый гонконгонец-участник олимпийских стартов по шорт-треку.
Бартон Люй Пиньтао вырос в Сайваньхо, Гонконг, жил и тренировался в Ванкувере (Канада), Чанчунь (Китай), Сеул (Южная Корея).
Свободно говорит на севернокитайском, кантонском и английском языках.

## Карьера
Начал заниматься шорт-треком в Гонконге в 10-летнем возрасте. Подростком переехал в Ванкувер (Канада) для надлежащей подготовки, затем переехал тренироваться в Чанчунь (Китай). Студентом с 2012 года тренировался в Корейском национальном спортивном университете (Сеул, Южная Корея). В 2018 году вошёл в состав сборной Гонконга по шорт-треку.
Международный дебют состоялся в 2010 году на 1000-метровом забеге чемпионата мира. Первая медаль выиграна в 2012 году на Чемпионате Азии среди юниоров. В ноябре 2012 года на Чемпионате мира (Турин, Италия и Коломна, Россия), Бартон Люй Пиньтао квалифицировался на зимнюю Олимпиаду 2014 года в забег на 1500 метров. В настоящее время — рекордсмен Гонконга по шорт-треку в забегах на 500 м, 1000 м, 1500 м.

## Личные рекорды
| Дистанция   | Страна | Город   | Дата соревнования | Время    |
| ----------- | ------ | ------- | ----------------- | -------- |
| 500 метров  | Россия | Коломна | 14 ноября 2013    | 41.771   |
| 1000 метров | Китай  | Шанхай  | 27 сентября 2013  | 1:28.268 |
| 1500 метров | Италия | Турин   | 9 ноября 2013     | 2:15.111 |

## Результаты выступления в Сочи-2014
Шорт-трек
Бартон Люй Пиньтао принял участие во 2-м забеге, где победил Виктор Ан (в итоге он стал бронзовым призёром соревнований), а вторым пришёл Хань Тяньюй (серебряный призёр)
| Место | Номер | Спортсмен                | Время    | Примечание |
| ----- | ----- | ------------------------ | -------- | ---------- |
| 1     | 250   | Виктор Ан (RUS)          | 2:20,865 | Q          |
| 2     | 209   | Хань Тяньюй (CHN)        | 2:20,911 | Q          |
| 3     | 242   | Пак Се Ён (KOR)          | 2:21,087 | Q          |
| 4     | 225   | Владислав Быканов (ISR)  | 2:21,163 |            |
| 5     | 221   | Бартон Люй Пиньтао (HKG) | 2:22,139 |            |
| 6     | 223   | Виктор Кнох (HUN)        | 2:47,714 |            |

| Соревнование | Спортсмены         | Отборочный раунд | Отборочный раунд | Четвертьфинал        | Четвертьфинал        | Полуфинал            | Полуфинал            | Финал                | Финал                | Финал                | Итоговое место |
| Соревнование | Спортсмены         | Результат        | Место            | Результат            | Место                | Результат            | Место                | Название             | Результат            | Место                | Итоговое место |
| ------------ | ------------------ | ---------------- | ---------------- | -------------------- | -------------------- | -------------------- | -------------------- | -------------------- | -------------------- | -------------------- | -------------- |
| 1500 метров  | Бартон Люй Пиньтао | 2:22,139         | 5                | Завершил выступление | Завершил выступление | Завершил выступление | Завершил выступление | Завершил выступление | Завершил выступление | Завершил выступление | 30             |